# Hemiteles bipunctator
Hemiteles bipunctator är en stekelart som först beskrevs av Carl Peter Thunberg 1822.  Hemiteles bipunctator ingår i släktet Hemiteles och familjen brokparasitsteklar. Arten är reproducerande i Sverige. Inga underarter finns listade i Catalogue of Life.